# Puyallup (fleuve)
Pour les articles homonymes, voir Puyallup.
Le fleuve Puyallup (anglais : Puyallup River) est un cours d’eau et un fleuve de l’ouest de l’État de Washington au nord-ouest des États-Unis dans les comtés de Pierce et de King. Long de 72 km, il prend sa source au niveau du mont Rainier avant de se diriger vers l’ouest pour se déverser finalement dans le Puget Sound, un bras de mer de l’océan Pacifique.
La vallée est soumise à un risque permanent de coulées de boue en provenance du mont Rainier, un important volcan.

## Géographie
Le fleuve Puyallup est formé par deux cours d’eau, le North Puyallup River et le South Puyallup River. Le North Puyallup River prend sa source dans le glacier Puyallup du mont Rainier tandis que le South Puyallup River prend sa source dans le glacier Tahoma. Ils se rejoignent ensuite juste en dehors de la frontière occidentale du parc national du mont Rainier pour former le fleuve à proprement parler.
Il emprunte les territoires de la localité d’Orting où il est rejoint par la rivière Carbon. Sur le territoire de Sumner, il est rejoint par la rivière White. Il traverse ensuite  les cités de Puyallup et de Fife. Il atteint ensuite la réserve amérindienne de la tribu Puyallup avant de se jeter dans le Puget Sound dans la ville de Tacoma.

### Bassin versant
Le bassin versant est de 2 455 km2.

## Affluents
Parmi les rivières importantes de la région du mont Rainier qui sont des affluents du fleuve se trouvent :
- la rivière Mowich (rd[note 3]), 48 km
- la rivière Carbon (rd), 48 km et
- la White River (rd), 120 km.

## Hydrologie
Le module est de 94 m3/s.

## Aménagements et écologie
Le fleuve et ses affluents tirent leurs origines de glaciers présents sur le mont Rainier. Les glaciers alimentent en poussières et en graviers les cours d’eau grâce à leur érosion du volcan. Ces sédiments peuvent être à l’origine d’inondations lorsqu’ils se déposent aux endroits où le fleuve est plus calme. L’eau du fleuve est par ailleurs trouble à cause de ces sédiments en suspension.

### Barrage Electron
Le fleuve est équipé d’un barrage hydroélectrique (Barrage Electron) après sa confluence avec la rivière Mowich.

### Histoire
La rivière tire son nom de la tribu amérindienne Puyallup qui vivait au bord des rives du fleuve à l’arrivée des premiers européens.
Après le Traité de Medicine Creek durant les années 1850, la tribu fut placée dans une réserve dans la partie basse du fleuve. Le traité donna à la tribu des droits de pêche dans le fleuve.
Le premier européen à explorer le fleuve est William Fraser Tolmie. Ce dernier explora le mont Rainier en empruntant la vallée du Puyallup et de la rivière Mowich.

### Note
1. 1 2  selon wiki.de.
2. 1 2  selon wiki.en.
3. ↑  rd pour rive droite et rg pour rive gauche